# Núria Rial

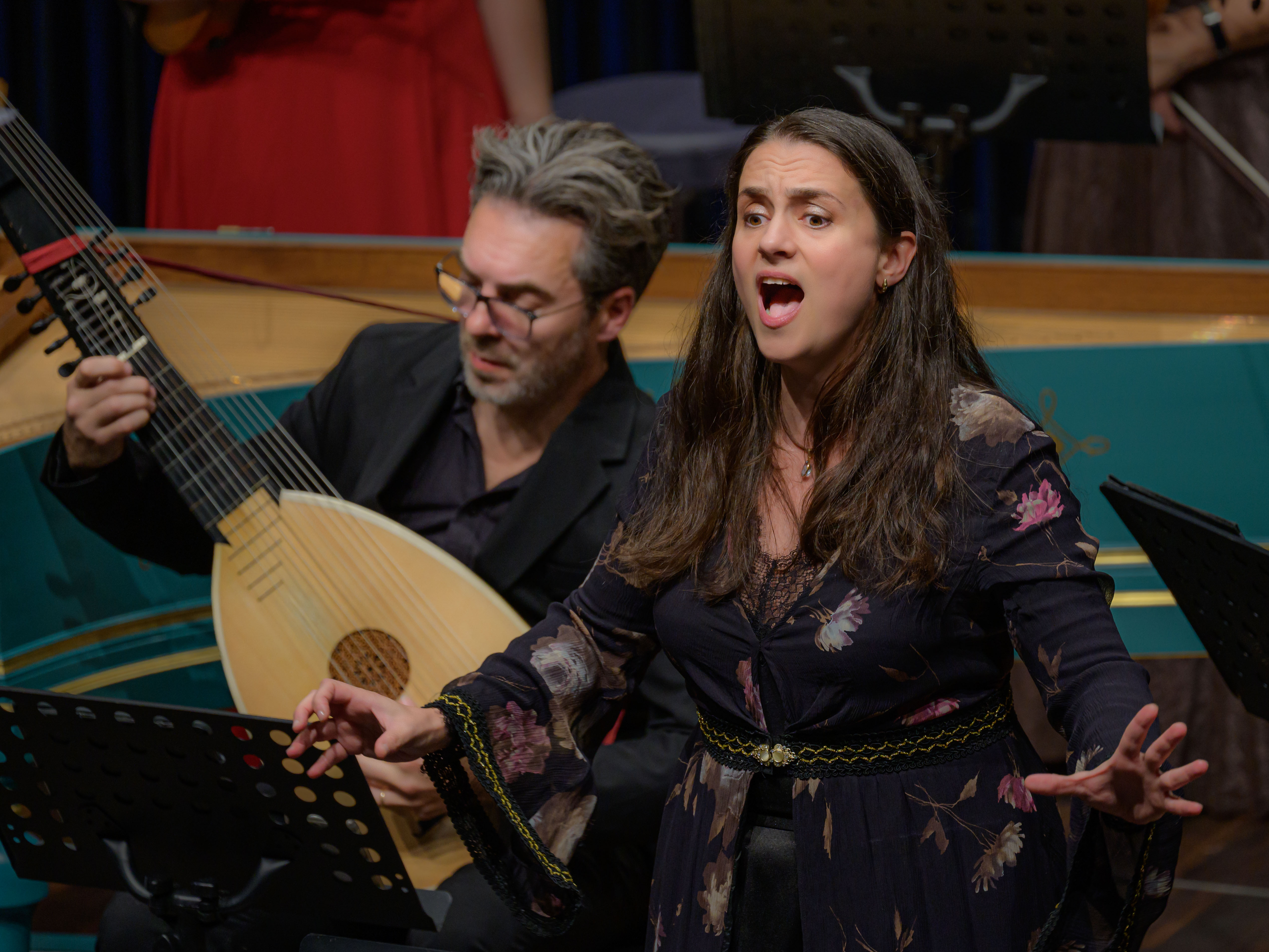
Nuria Rial (2022)

 Núria Rial (* 1975 in Manresa, Katalonien, Spanien) ist eine auf Barockmusik spezialisierte katalanische Sopranistin.

## Leben
Bis 1995 studierte Núria Rial Gesang und Klavier am Städtischen Musikkonservatorium von Barcelona und schloss beide Fächer mit der Diplomprüfung ab. Von 1998 bis 2002 war sie Mitglied der Konzertklasse von Kurt Widmer an der Musik-Akademie der Stadt Basel (Musikhochschule), bei dem sie das Solistendiplom erhielt.
Nuria Rial ist in den vergangenen Jahren durch ihre Konzerttätigkeit und ihre Aufnahmen Alter Musik (Renaissance- und Barockmusik) hervorgetreten. Zu ihrem Repertoire gehören auch Mozart-Partien sowie Deutsches, Französisches und Spanisches Lied vor allem der Romantik und des Impressionismus.
Nuria Rial gewann den ECHO Klassik 2009 als Nachwuchs-Künstlerin des Jahres – Gesang und den ECHO Klassik 2012 für die Operneinspielung des Jahres (Opernarien & Duette) für die Aufnahme Telemann: Opera Arias.

## Diskografie
CD
- Joaquín Rodrigo: La Obra Vocal
- Francisco Guerrero: Motecta (1997)
- Miguel de Fuenllana: Orphenica Lyra 1554 (1999)
- Claros y Frescos Ríos – Lieder und Instrumentalstücke der Spanischen Renaissance (2000)
- Memorial Duke Ellington: Live Concert (2001)
- Francesco Corselli: El Concierto Español (2002)
- Georg Friedrich Händel: Lotario (2004)
- Orphénica Lyra: Música en el Quijote (2004)
- Emilio de’ Cavalieri: Rappresentatione di Anima, et di Corpo. (2004)
- Bach/Händel (2005)
- Pergolesi: Stabat mater (2005)
- Wolfgang Amadeus Mozart: Le nozze di Figaro (2006)
- Georg Friedrich Händel: Riccardo Primo (2007)
- Balázs Elemér Group & Nuria Rial: Early Music (2007)
- Claros y frescos ríos (2008)
- Georg Friedrich Händel: Duetti Amorosi. (2008)
- Ave Maria (2008)
- Claudio Monteverdi: Teatro d’Amore (2008) mit Philippe Jaroussky, dem Ensemble L’Arpeggiata und Christina Pluhar
- Joseph Haydn: Arie per un’Amante (2009)
- Georg Friedrich Händel: Süße Stille, sanfte Quelle. Neun Deutsche Arien. (2009)
- Via Crucis: Werke von Claudio Monteverdi, Tarquinio Merula, Heinrich Ignaz Franz Biber u. a. (2010) mit dem Ensemble L’Arpeggiata und Christina Pluhar
- Georg Friedrich Händel: Athalia (2010)
- Georg Friedrich Händel: Judas Maccabaeus (2010)
- Georg Philipp Telemann: Opera Arias. Kammerorchester Basel, Julia Schröder und Maurice Steger. Deutsche Harmonia Mundi/Sony 2011.
- Mariana Martínez: Il primo amore. Dazu Berenice, ah che fai. – Ouvertüre C-Dur – Cembalokonzert E-Dur – Cembalosonate A-Dur. Nuria Rial (Sopran), Nicoleta Paraschivescu (Cembalo und Leitung), La Floridiana. Deutsche Harmonia Mundi/Sony 2012.
- Sacred Duets. Duette und Arien aus Oratorien von Alessandro Scarlatti, Bernardo Pasquini, Giovanni Paolo Colonna, Domenico Gabrielli, Giovanni Bononcini, Antonio Lotti, Antonio Caldara, Nicola Porpora (plus Violinkonzert op.8,8 von Giuseppe Torelli). Mit Nuria Rial, Valer Sabadus, Kammerorchester Basel. Sony 2017.
- Baroque Twitter: neu erforschte Barockarien zum Thema Gezwitscher. Mit Maurice Steger (Flautino und Blockflöte) und dem Kammerorchester Basel. Deutsche Harmonia Mundi/Sony 2018.
- Venice’s Fragrance. Arien mit Mandoline(n) von Baldassare Galuppi, Francesco Bartolomeo Conti, Gennaro Manna, Antonio Lotti und Tommaso Traetta (+ Mandolinen-Konzerte von Vivaldi und Sonate von Arrigoni), mit Nuria Rial, Juan Carlos Muñoz, Mari Fe Pavòn und Artemandoline, DHM (Deutsche Harmonia Mundi), 2019

DVD
- Johann Sebastian Bach: Schwingt freudig euch empor. Kantate BWV 36. Nuria Rial (Sopran), Claude Eichenberger (Alt), Johannes Kaleschke (Tenor), Klaus Häger (Bass), Chor und Orchester der J. S. Bach-Stiftung mit John Holloway (Violino I), Rudolf Lutz (Leitung). Samt Einführungsworkshop sowie Reflexion von Urs Widmer. Gallus Media, St. Gallen 2008.
- Johann Sebastian Bach: Wachet auf, ruft uns die Stimme. Kantate BWV 140. Nuria Rial (Sopran), Bernhard Berchtold (Tenor), Markus Volpert (Bass), Chor und Orchester der J. S. Bach-Stiftung mit Chiara Banchini (Violino piccolo), Rudolf Lutz (Leitung). Samt Einführungsworkshop sowie Reflexion von Beatrice von Matt. Gallus Media, St. Gallen 2009.
- Johann Sebastian Bach: Gleichwie der Regen. Kantate BWV 18. Nuria Rial (Sopran), Makoto Sakurada (Tenor), Dominik Wörner (Bass), Chor und Orchester der J. S. Bach-Stiftung mit Norbert Zeilberger (Orgel), Rudolf Lutz (Leitung). Samt Einführungsworkshop sowie Reflexion von Hans Jecklin. Gallus Media, St. Gallen 2010.
- Johann Sebastian Bach: „Was soll ich aus dir machen, Ephraim“. Kantate BWV 89. Nuria Rial (Sopran), Markus Forster (Altus), Raphael Höhn (Tenor), Dominik Wörner (Bass). Chor und Orchester der J. S. Bach-Stiftung, Rudolf Lutz (Leitung). Samt Einführungsworkshop sowie Reflexion von Thomas Cerny. Gallus Media, 2014.
- Johann Sebastian Bach: „Nimm, was dein ist, und gehe hin.“ Kantate BWV 144. Nuria Rial (Sopran), Markus Forster (Altus), Chor und Orchester der J. S. Bach-Stiftung, Rudolf Lutz (Leitung). Samt Einführungsworkshop sowie Reflexion von Gerhard Walter. Gallus Media, 2014.